# Mercat del Centre
El Mercat del Centre és un edifici del barri homònim de l'Hospitalet de Llobregat, catalogat com a bé cultural d'interès local.

## Història
L'abril del 1883, els propietaris d'una part dels terrenys del camp del rector: Jacint Piguille i Boafols, Modest Bou i Madorell, Josep Oliveras i Pedrosa, i Agustí Colomer i Valies, van decidir urbanitzar la zona entre els carrers de Perutxo (actualment Roselles), Sant Roc, Riereta i Major. El 1897, una vegada urbanitzats els carrers, es decidí construir el mercat com un espai lliure amb arbres i una font central, amb el contractista Alfons Piera i Pena, i el mestre d'obres Marià Tomàs. El cost total de les obres fou de 34.027,06 pessetes.
El 1925 va ser reformat per l'arquitecte municipal Ramon Puig i Gairalt, que hi afegí una coberta i pavimentant la plaça. A banda, també s'hi van fer les parades, algunes de les quals no van sortir a subhasta i van anar a compte de l'Ajuntament.

## Descripció
És una construcció senzilla de planta rectangular i amb entrada per les quatre bandes, totes elles centralitzades. A la intersecció dels dos eixos es forma un espai hexagonal amb pilars i cobert de cúpula de dimensions més reduïdes. És un edifici de nau central coberta amb teulada a dues vessants, sostinguda per una encavallada de fusta que descansa sobre 24 pilars.
A banda i banda de la nau central s'han disposat dos cossos d'edifici més baixos a manera de naus laterals. Els elements constructius són molt senzills i els pilars presenten elements clàssics.